# Trương Lương
Trương Lương (chữ Hán: 張良; trước 250 TCN - 186 TCN), biểu tự Tử Phòng (子房), là danh thần khai quốc nổi tiếng thời nhà Hán.
Ông cùng với Hàn Tín, Tiêu Hà được người đời xưng tụng là Hán sơ Tam kiệt (漢初三傑), đóng vai trò quan trọng giúp Lưu Bang đánh đổ nhà Tần và thắng Hạng Vũ trong chiến tranh Hán Sở sáng lập ra nhà Hán trong lịch sử Trung Quốc.
Ông thường được xếp vào hàng ngũ 10 đại quân sư kiệt xuất nhất lịch sử phong kiến Trung Quốc, đứng thứ 4 sau Khương Tử Nha, Tôn Vũ, Tôn Tẫn và đứng trên các bậc quân sư kiệt xuất khác như Gia Cát Lượng, Lưu Bá Ôn. Vì thế, hậu nhân hay gọi ông là Mưu thánh (謀聖).

## Thân thế
Theo các tư liệu thì Trương Lương sinh khoảng trước năm 250 TCN tại kinh đô Tân Trịnh của nước Hàn xuất thân từ dòng dõi sĩ tộc nước Hàn thời Chiến Quốc. Tổ tiên ông phát tích ở làng Thành Phụ (城父; nay là Thành Phụ trấn, quận Tiếu Thành, tỉnh An Huy), sau di cư đến nước Tấn, qua nhiều đời làm khanh sĩ nước Hàn, ông nội Trương Lương là Trương Khai Địa (張開地) làm tướng quốc của Hàn Chiêu hầu, Hàn Tuyên Huệ vương, Hàn Tương Ai vương; cha ông là Trương Bình (张平) làm tướng quốc của Hàn Li Vương, Hàn Điệu Huệ vương.
Năm thứ 23 đời Hàn Điệu Huệ Vương (250 TCN), cha Trương Bình chết. Vì khi đó Trương Lương còn ít tuổi nên chưa từng làm quan nước Hàn.

## Báo quốc bất thành, mài chí ở Hạ Bì
Năm 230 TCN, nước Hàn bị Tần Thủy Hoàng tiêu diệt. Em của Trương Lương chết, ông không lo chôn cất mà tập hợp 300 tôi tớ trong nhà, đem tất cả gia tài tìm thích khách giết vua Tần để báo thù cho nước Hàn.
Bấy giờ, ông tìm được một lực sĩ, làm một cái chùy sắt nặng 120 cân, năm 218 TCN, nhân Tần Thủy Hoàng đi chơi ở miền đông, ông và người lực sĩ rình đánh vua Tần ở bãi cát Bác Lãng, nhưng lại đánh nhầm phải xe tùy tùng nên giết hụt vua Tần. Tần Thủy Hoàng nổi giận sai lùng khắp thiên hạ. Trương Lương bèn đổi tên họ, trốn tránh ở Hạ Bì.
Thời gian ở Hạ Bì, tương truyền nhờ tính khiêm tốn, nhún nhường, ông được Hoàng Thạch Công truyền cho cuốn "Thái Công binh pháp". Hoàng Thạch Công dặn Trương Lương rằng:
Đọc quyển sách này thì làm được thầy bậc vương giả. Mười năm sau, sẽ ứng nghiệm. Mười ba năm sau, con đến gặp ta. Hòn đá màu vàng dưới chân núi Cốc Thành ở phía bắc sông Tế là ta đó.
Trương Lương rất quý quyển này, thường đem ra học tập nghiền ngẫm. Hạng Bá là em Hạng Lương, con tướng Hạng Yên nước Sở, phạm tội giết người, được ông che chở.

## Tái lập nước Hàn
Năm 209 TCN, Trần Thắng khởi nghĩa chống nhà Tần. Trương Lương cũng tụ họp hơn trăm trai tráng. Tháng 12 năm 208 TCN, Trần Thắng bị giết, tướng Tần Gia lập người dòng dõi nước Sở là Cảnh Câu ở đất Lưu làm Giả vương nước Sở. Trương Lương muốn đi theo, đi đến giữa đường thì gặp Lưu Bang, bèn theo Lưu Bang. Lưu Bang cho ông làm tướng coi về việc ngựa của quân.
Ông mấy lần đem binh pháp của Thái Công ra trình bày với Lưu Bang, được khen ngợi. Vì vậy, ông quyết định theo Lưu Bang, không đến yết kiến Cảnh Câu nữa. Sau đó Hạng Lương khởi nghĩa ở đất Ngô, vượt sông Trường Giang đánh Tần, khí thế rất mạnh. Hạng Lương diệt Tần Gia không chịu quy phục.
Lưu Bang đến đất Tiết, yết kiến Hạng Lương, Hạng Lương lập Sở Hoài vương. Trương Lương bèn nói với Hạng Lương:"Ngài đã lập con cháu vua Sở; trong các công tử nước Hàn, Hành Dương Quân tên là Thành là người hiền, có thể lập làm vương để tăng thêm vây cánh".
Hạng Lương nghe theo, sai Trương Lương tìm Hàn Thành, lập làm vua Hàn, cho ông làm Tư đồ nước Hàn, cho Hàn vương cầm hơn 1.000 quân đi về hướng tây lấy đất Hàn. Quân Hàn lấy được mấy thành, nhưng yếu thế nên bị quân Tần cướp lại ngay. Quân Hàn đi lại đánh quanh quẩn ở miền Dĩnh Xuyên.

## Giúp Lưu Bang diệt Tần
Lưu Bang và Hạng Vũ nhận giao ước đi đánh Tần . Khi Lưu Bang đi từ miền nam Lạc Dương ra khỏi núi Hoàn Viên, Trương Lương dẫn quân theo, lấy được hơn 10 thành của Hàn, đánh phá quân của Dương Hùng.
Lưu Bang bèn sai Hàn vương Thành ở lại giữ huyện Dương Định, còn mình cùng Trương Lương đi về hướng Nam, đánh lấy được đất Uyển, rồi quay sang hướng Tây vào Vũ Quan. Trên đường vào Quan Trung, quân Lưu Bang không gặp nhiều trở ngại do không phải đối mặt với những đạo quân hùng hậu của nhà Tần. Tuy nhiên, có tướng chư hầu Tư Mã Ngang nước Triệu muốn tranh công vào Quan Trung trước. Trương Lương bèn bày kế cho Lưu Bang ngăn đường Ngang khiến Ngang không thể chen chân vào Quan Trung sớm.
Lưu Bang muốn đem hai vạn quân đánh quân Tần ở gần đất Nghiên, ông nói:
Quân Tần vẫn còn mạnh, chưa có thể coi thường. Thần nghe nói tướng Tần là con nhà hàng thịt. Là con nhà buôn, thì dễ lấy lợi mà lôi cuốn họ. Xin hãy tạm thời ở lại giữ thành, sai người đi trước dự bị lương thực cho năm vạn người ăn, lại cắm thêm cờ xí ở trên núi để làm nghi binh, sai Lịch Tự Cơ mang của quý đút lót cho tướng Tần.
Quả nhiên tướng Tần làm phản, muốn liên kết với Lưu Bang cùng đem binh về hướng Tây đánh úp Hàm Dương. Lưu Bang nghe theo, ông nói:
Đây chỉ có viên tướng của nó là muốn làm phản thôi, sợ bọn quân lính không nghe theo. Nếu họ không nghe theo thì nguy, chi bằng ta nhân lúc nó trễ nải mà đánh nó.
Lưu Bang liền đem quân đánh quân Tần, phá tan quân Tần. Lưu Bang đi về hướng bắc đến Lam Điền, đánh trận thứ hai, quân Tần thua to. Lưu Bang đến Hàm Dương, vua Tần là Tử Anh ra hàng.

## Được Hạng Bá trả ơn
Lưu Bang vào cung nhà Tần, thấy nhà cửa, màn trướng, chó ngựa, vật quý, đàn bà con gái đến hàng ngàn, ý muốn ở lại đấy. Phàn Khoái can Lưu Bang nhưng Bang không nghe. Ông nói:
Tần làm điều vô đạo cho nên ngài mới đến được đây. Đã cốt vì thiên hạ giết bọn giặc tàn ác, thì ta nên ăn ở theo lối mộc mạc, để tỏ cái nền nếp của mình. Nay ngài vừa mới vào nước Tần mà đã ham thích cái vui thú của nó, thì khác gì người ta nói, "Nối giáo cho giặc" vậy. Vả chăng, "lời nói ngay nghe chướng tai, nhưng có lợi cho việc làm, thuốc đắng, uống khó chịu nhưng chữa được bệnh", xin ngài nghe theo lời Phàn Khoái!
Lưu Bang bèn đem quân về Bá Thượng.
Hạng Vũ vào đến Hồng Môn, muốn đánh Lưu Bang. Chú Hạng Vũ là Hạng Bá đang đêm ruổi ngựa đến báo cho ông biết, để trả ơn cưu mang trước đây.
Ông bèn cố mời Hạng Bá vào. Hạng Bá yết kiến Lưu Bang. Bang mời Bá uống rượu chúc thọ kết làm thông gia, nhờ Hạng Bá nói lại đầu đuôi rằng mình không dám phản lại Hạng Vũ. Hạng Bá về nói lại, Hạng Vũ bèn thôi đánh úp Lưu Bang.
Hạng Vũ có thế mạnh, đứng đầu chư hầu, phong cho Lưu Bang làm Hán vương, cai trị đất Ba, đất Thục. Hán vương cho ông 2.000 lạng vàng, hai hộc châu báu, ông bèn đem hiến tất cả cho Hạng Bá. Hán vương cũng nhân đó, sai Lương đem nhiều của quý cho Hạng Bá nhờ Hạng Bá xin thêm đất Hán Trung giàu có, đông dân cho mình để làm cơ sở đánh Sở sau này. Nhờ Hạng Bá nói hộ, Hạng vương ưng thuận, vì vậy Lưu Bang được đất Hán Trung.
Hán vương vào đất Ba, đất Thục, Trương Lương tiễn đến đất Bao Trung. Hán vương sai ông về nước Hàn. Trương Lương nói với Hán vương:
Sao Đại vương không đốt quách các đường sạn đạo đã đi qua, để nói với thiên hạ rằng mình không có ý muốn quay lại, làm cho Hạng vương yên lòng!
Hán vương nghe theo, bèn đốt tất cả đường sạn đạo khiến Hạng vương yên tâm.

## Giúp Hán thắng Sở

### Đánh lạc hướng Sở Bá vương
Trương Lương đến nước Hàn, vì Hàn vương Thành đã cho ông theo Hán vương thành ra Hán vương vào Quan Trung trước, nên Hạng vương oán không cho Thành về nước Hàn, bắt Thành theo mình sang Bành Thành giam lỏng.
Trương Lương bèn theo đến. Nhân lúc đó các chư hầu Điền Vinh ở nước Tề, Trần Dư ở nước Triệu nổi dậy chống Hạng Vũ, Trương Lương bèn lấy thư của Tề vương là Điền Vinh làm phản đưa cho Hạng vương. Vì vậy Hạng vương không lo đến Hán vương đang ở phía Tây; trái lại, đem binh về phương Bắc đánh Tề.
Trước khi đi, Hạng vương, giáng Hàn Thành xuống làm hầu, rồi giết ở Bành Thành. Trương Lương bèn bỏ trốn, lẻn theo về với Hán vương. Lúc đó Hán vương dùng Hàn Tín làm đại tướng, đã lấy được Tam Tần, cho ông làm Thành Tín hầu, đi về hướng Đông đánh Sở.

### Lôi kéo chư hầu theo Hán
Lưu Bang mang đại quân đánh Bành Thành, bị Hạng Vũ quay lại đánh cho thua to phải rút về. Trương Lương khuyên Hán vương đi dụ các tướng Anh Bố có hiềm khích với Hạng Vũ và Bành Việt ở nước Lương. Đồng thời ông nhận định rằng trong số các tướng của Hán vương, chỉ có một mình Hàn Tín là có thể giao được việc lớn, chống giữ được một mặt. Ông dự đoán ba viên tướng này có thể giúp Lưu Bang phá được nước Sở.
Hán vương nghe theo, bèn sai sứ đi dụ Cửu Giang vương Anh Bố, sai sứ giả kết liên với Bành Việt.
Đến khi Ngụy vương là Báo làm phản, Hán vương sai Hàn Tín đem binh đánh Báo. Nhờ tài năng của Hàn Tín, quân Hán liên tiếp thắng trận, lấy được các nước Yên, Đại, Tề, Triệu.

### Bác kế của Lịch Dị Cơ
Năm 204 TCN, Hạng Vũ vây Lưu Bang ở Huỳnh Dương rất gấp. Hán vương lo lắng, cùng Lịch Dị Cơ bàn cách làm yếu lực lượng của Sở. Tự Cơ khuyên nên lập lại con cháu 6 nước chư hầu để làm vây cánh.
Lưu Bang khen hay, sai Dị Cơ đi khắc ấn để lập con cháu 6 nước. Dị Cơ chưa đi, Trương Lương ở ngoài vào yết kiến biết việc đó, bèn hỏi:
Ai bày cho Đại vương kế này ? Công việc của Đại vương thế là hỏng rồi.
Hán vương hỏi tại sao, ông nói:
Những kẻ du sĩ trong thiên hạ bỏ thân thích, xa lìa mồ mả ông cha, rời những người quen thuộc đi theo đại vương, chỉ là ngày đêm mong được một thước, một tấc đất đai. Nay Đại vương lại khôi phục 6 nước, lập lại con cháu Hàn, Ngụy, Yên, Triệu, Tề, Sở thì những kẻ du sĩ trong thiên hạ đều trở về thờ vua của họ, theo thân thích của họ, quay về với những người quen thuộc của họ, với mồ mả ông cha của họ, vậy đại vương còn nhờ ai mà lấy được thiên hạ nữa? Vả chăng, nếu nước Sở mà mạnh nhất thì 6 nước được lập lên sẽ lại chịu khuất mà theo Sở. Như vậy Đại vương làm sao mà bắt họ thần phục mình được?
Hán vương liền sai tiêu hủy ngay các ấn.

### Mượn sức chư hầu diệt Sở
Năm 203 TCN, Hàn Tín phá nước Tề, muốn tự lập làm Tề vương. Hán vương giận định không cho nhưng Trương Lương bàn với Hán vương nên bằng lòng để lấy lòng Tín. Hán Vương sai ông trao ấn Tề vương cho Tín.
Sau đó Lưu Bang và Hạng Vũ giảng hòa để đón gia quyến Lưu Bang về. Hai bên cắt Hồng Câu làm ranh giới.
Hạng Vũ mang quân về nước. Lưu Bang cũng định về Quan Trung thì Trương Lương khuyên Bang nên đánh úp để diệt Sở. Bang nghe theo, bèn đuổi theo quân Sở, đánh úp Hạng Vũ ở Dương Hạ. Không ngờ quân Hạng Vũ vẫn rất mạnh mẽ, quay lại đánh bại Lưu Bang ở Cố Lăng. Chư hầu hẹn nhưng không đến.
Trương Lương khuyên Lưu Bang sai người đi nói với các tướng Hàn Tín, Bành Việt, Anh Bố, sẽ phong nhiều đất nếu chịu điều quân về cùng diệt Sở. Các tướng nghe theo, mang quân về hội.

### Tứ diện Sở ca
Huyền thoại về tài trí của Trương Lương đó là trong trận quyết chiến ở Cai Hạ. Hạng vương tuy bị Hàn Tín, Anh Bố làm cho khốn đốn nhưng với uy dũng của Hạng vương và 9 vạn quân Sở còn lại, quân Hán cũng khó bề thắng thế, Hàn Tín hỏi ông kế mau diệt quân Sở.
Vốn biết người Sở yêu quê hương, thích ca hát, nên vào 1 đêm tối, ông cho quân Hán đứng vây quanh 4 mặt của trại Sở, hát vang bài ca nước Sở. Quân Sở vốn theo Hạng Vương chinh chiến nhiều năm chưa được về, mệt mỏi vì chiến tranh, nay lại bị vây khốn ở đây, lương thực cạn kiệt, thêm tác động tâm lý, nên nhanh chóng bị tan rã. Hạng vương chỉ còn 800 quân kỵ trung thành, sáng hôm sau bị quân Hán truy sát đến Ô Giang, phải tự vẫn.

## Khiêm nhường rút lui

### Khuyên việc định đô

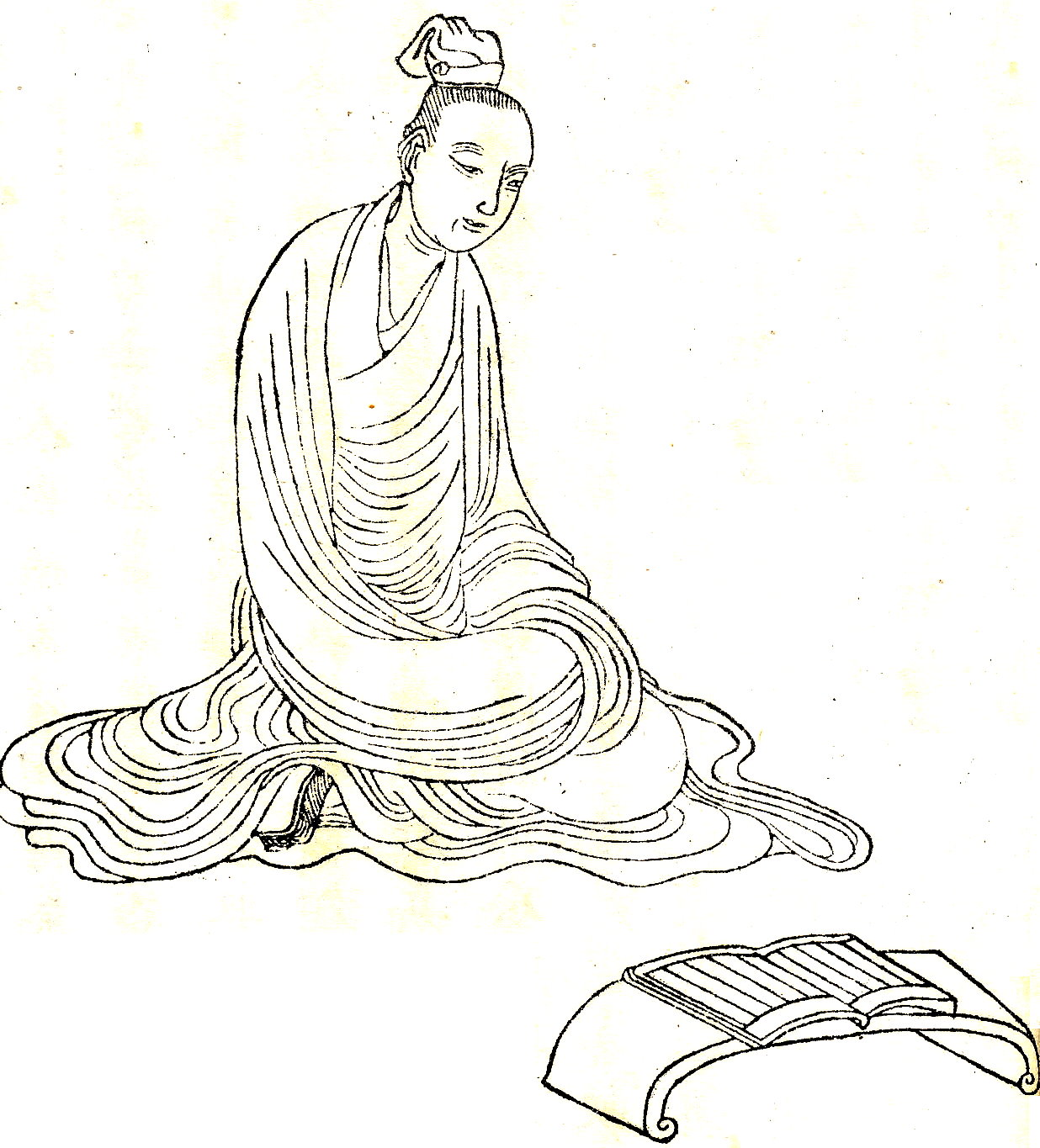
Trương Lương, tự Tử Phòng

Triều đình nhà Hán mới vừa được xây dựng, vậy việc định đô ở đâu, có tương quan đến vấn đề tồn vong, thịnh suy rất lớn. Thoạt tiên, Hán đế Lưu Bang muốn định đô tại Lạc Dương, nhưng quần thần đối với việc này có rất nhiều ý kiến khác nhau.
Nhiều đại thần của Lưu Bang là người lục quốc Sơn Đông, họ chủ trương định đô tại Lạc Dương. Lý đo là: Lạc Dương phía đông có Thành Cao, phía tây có Hào Sơn, Mãnh Trì, sau lưng dựa sông Hoàng Hà, trước mặt có Doãn, Lạc. Chung quanh có núi sông bao bọc, địa hình hiểm trở. Riêng Lâu Kính thì ủng hộ việc xây dựng kinh đô tại Quan Trung. Thứ nhất, về địa hình Quan Trung là nơi bốn bên đều hiểm trở, tiến có thể công, thoái có thể thủ. Thứ hai, Quan Trung có địa lợi, vì đất đai phì nhiêu, hệ thống sông ngòi kinh rạch có lợi cho việc sản xuất nông nghiệp. Thứ ba, đóng đô ở Quan Trung thì không lo ngại chi cả. Vì phía Tây, Tây nam và Tây bắc đều không có một thế lực chính trị nào thống nhất to mạnh. Thứ tư, Quan Trung được nhân hòa, vì cuối đời nhà Tần, trong số các chư hầu thì Lưu Bang tiến vào quan ải trước tiên, "Ba chương ước pháp" cũng được thi hành tại đây trước, nên rất đắc nhân tâm. Thêm vào đó, một thời gian dài, nhà Hán đã chiếm giữ vùng Ba, Thục, Hán Trung, hình thành thế lực tại Quan Tây, nên gốc rễ đã ăn sâu một cách vững chắc. Thứ năm, Quan Trung đã từng được các triều đại nhà Chu, nhà Tần xây dựng suốt mấy trăm năm, luôn luôn là trung tâm chính trị, kinh tế quan trọng của khắp cả nước.
Trong số các quần thần, chỉ có Trương Lương là ủng hộ kiến nghị của Lâu Kính. Trương Lương phản bác chủ trương xây dựng kinh đô tại Lạc Dương: "Lạc Dương mặc dù, đất đai lại bạc màu, lại dễ bị thụ địch từ bốn mặt, không phải là đất dụng võ. Trong khi đó, Quan Trung phía trái có Hàm Cốc Quan, Hào Sơn, phía phải có Lũng Sơn, Mân Sơn, chính giữa đất đai rộng rãi lại phì nhiêu, phía nam có vùng Ba Thục giàu có, phía Bắc có đồng cỏ tiện lợi cho việc chăn nuôi. Cả ba phía Tây, Bắc và Nam đều hiểm trở, dễ phòng thủ. Riêng phía Đông lại tiện lợi trong việc khống chế các chư hầu. Khi thiên hạ thái bình, có thể dùng hai dòng sông Hoàng Hà và Vi Thủy để chuyên chở vật tư trong cả nước, cung ứng cho Kinh Sư. Nếu chư hầu phản loạn, chiến tranh xảy ra khắp nơi, thì có thể xuôi dòng đi xuống, ra quân đánh bốn phương, lương hướng và vật tư cũng có thể vận chuyển cung cấp đều đều, đúng là, thành vàng ngàn dặm, nước riêng của trời".
Sau khi nghe Trương Lương phân tích, Lưu Bang cho là phải, nên đã đóng đô tại Quan Trung, xây dựng kinh thành Trường An. Trường An cũng trở thành kinh đô của nhiều triều đại sau này.

### Không nhận nhiều công
Lưu Bang lên ngôi hoàng đế, tức là Hán Cao Tổ. Tháng Giêng năm 200 TCN, Hán đế phong cho các công thần. Trương Lương chưa hề có công về chiến trận, Cao đế nói:
Bàn mưu kế ở trong màn trướng, quyết định sự thắng lợi ở ngoài ngàn dặm, đó là công của Tử Phòng! Cho ngươi tự chọn lấy ba vạn hộ ở đất Tề.
Ông nói:"Xưa kia thần khởi nghĩa ở Hạ Bì, tới đất Lưu thì gặp bệ hạ. Đó là trời đem thần giao cho bệ hạ! Bệ hạ dùng mưu kế của thần, may mà có lúc trúng, thần xin được phong ở Lưu là đủ rồi, không dám nhận ba vạn hộ".
Cao đế bèn phong Trương Lương làm Lưu hầu (留侯).

### Làm yên lòng công thần
Lúc đó Lưu Bang đã phong hơn 20 người đại công thần, còn những người khác thì ngày đêm tranh công nhau, không quyết định được, cho nên chưa làm việc phong tước. Lưu Bang ở cung Nam thành Lạc Dương, từ con đường trên gác nhìn các tướng, thấy họ cùng nhau ngồi trên bãi cát nói chuyện, bèn hỏi ông:
Họ nói gì thế?
Ông đáp:
-Bệ hạ không biết sao? Đó là họ bàn việc làm phản đấy thôi!
-Thiên hạ đã gần được yên rồi ! Vì cớ gì họ lại làm phản?
Ông nói:
Bệ hạ vốn từ áo vải xuất thân, nhờ bọn họ mà lấy được thiên hạ. Nay bệ hạ làm thiên tử, mà người được phong lại là những người bạn cũ, hoặc người thân yêu như là Tiêu Hà, Tào Tham; còn những người bị giết lại là những người bình sinh bệ hạ thù oán. Nay quân lại tính công trạng cho rằng lấy cả thiên hạ cũng không đủ để phong cho khắp cả mọi người, bọn này sợ bệ hạ không thể phong cho tất cả, lại ngờ rằng mình sẽ bị giết vì những lỗi lầm ngày trước, cho nên họp nhau mưu làm phản đó thôi.
Lưu Bang lo lắng hỏi:
-Bây giờ làm thế nào?
-Trong số những người ngày thường bệ hạ vẫn ghét mà các quan đều biết thì ai là bị ghét hơn cả?
-Ung Xỉ với ta là chỗ quen biết cũ, thường làm ta khốn khổ, nhục nhã. Ta muốn giết hắn nhưng vì hắn lập được nhiều công cho nên không nỡ.
-Nay mau mau phong cho Ung Xỉ trước, để tỏ cho các quan biết. Các quan thấy Ung Xỉ được phong thì người nào cũng sẽ yên tâm.
Lưu Bang bèn đặt tiệc rượu, phong Ung Xỉ làm Thập Phương hầu, và giục gấp thừa tướng, ngự sử phải lo việc định công lao, phong đất đai. Tiệc rượu tan, các quan đều mừng rỡ nói:
Ung Xỉ mà còn được phong hầu, thì bọn ta chẳng phải lo nữa.

### Giúp Lưu Doanh giữ ngôi Thái tử
Lưu Bang có con lớn Lưu Doanh là con của Lã Trĩ đã lập làm Thái tử, dùng Thúc Tôn Thông (叔孫通) làm Thái phó, Trương Lương làm Thiếu phó giúp Doanh. Nhưng sau lại có Lưu Như Ý là con Thích phu nhân thông minh hơn nên muốn bỏ Doanh để lập Như Ý.
Lã Hậu sợ, không biết làm thế nào. Có người nói với Lã Hậu nên hỏi Trương Lương. Lã Hậu bèn sai Lã Trạch đến nhờ ông. Ban đầu Trương Lương định từ chối, nhưng Lã Trạch cố nài nên ông nhận lời. Ông giúp Lưu Doanh mời được 4 hiền sĩ trong thiên hạ là Đông Viên Công, Giác Lý tiên sinh, Ỷ Lý tiên sinh, Hạ Thạch Công mà trước đó chính Lưu Bang không sao mời nổi.
Năm 195 TCN, sau khi đánh phá quân Anh Bố về, Lưu Bang ốm càng nặng, muốn thay thái tử. Trương Lương can, Lưu Bang không nghe.
Đến khi ăn tiệc, thái tử Doanh rót rượu đứng chầu. Bốn người theo thái tử tuổi đều ngoài tám mươi, mày râu bạc phơ, áo mũ rất đẹp. Lưu Bang lấy làm lạ hỏi. Bốn người tiến đến thưa, kể họ tên, là Đông Viên Công, Giác Lý tiên sinh, Ỷ Lý tiên sinh, Hạ Thạch Công. Lưu Bang kinh ngạc nói:
Ta tìm các ông mấy năm nay, các ông trốn tránh ta. Nay tại sao các ông lại từ đâu đến chơi với con ta như vậy?
Bốn người đáp:"Bệ hạ khinh kẻ sĩ, hay mắng người, bọn thần nghĩa khí không chịu nhục, cho nên sợ mà trốn tránh. Nay trộm nghe thái tử là người nhân đức hiếu thảo, cung kính, thương yêu kẻ sĩ, trong thiên hạ không ai không vươn cổ muốn vì thái tử mà chết, vì vậy chúng tôi đến đây".
Lưu Bang nói:"Phiền các ông nhờ giúp đỡ thái tử cho trót".
Lưu Bang bèn quyết định giữ ngôi thái tử của Lưu Doanh.

### Học theo Phạm Lãi
Các công thần nhà Hán như Hàn Tín, Bành Việt, Anh Bố lần lượt bị Lưu Bang trừ khử để phong đất cho các hoàng tử họ Lưu. Vua Hàn mới là Hàn vương Tín mà Trương Lương đề cử Lưu Bang lập làm vương thời Hán Sở cũng bị cải phong lên Thái Nguyên xa xôi. Hàn vương Tín bèn dẫn quân Hung Nô vào đánh Hán nhưng cuối cùng bị thua trận, phải chạy sang hàng Hung Nô. Trương Lương bất lực nhìn nước Hàn bị xoá sổ.
Trương Lương nói với Lưu Bang:
Gia đình tôi đời đời làm tướng quốc nước Hàn. Đến khi Hàn mất, tôi chẳng tiếc số tiền vạn lạng vàng, đối phó với nước Tần mạnh, để báo thù cho nước Hàn, làm cho thiên hạ đều rung động. Nay tôi lấy ba tấc lưỡi mà làm thầy bậc đế vương, được phong vạn hộ, ở ngôi chư hầu, kẻ áo vải được thế là tột bậc, đối với Lương thế là đủ rồi. Vậy xin bỏ việc nhân gian, chỉ muốn đi ngao du với Xích Tùng Tử mà thôi.
Ông bèn học cách nhịn cơm, học lối đạo dẫn cho nhẹ mình. Năm 195 TCN, Lưu Bang băng hà, Thái tử Lưu Doanh lên thay, tức là Hán Huệ Đế.
Năm 186 TCN, Trương Tử Phòng qua đời, được đặt tên thuỵ là Văn Thành hầu (留侯文成侯). Con ông là Trương Bất Nghi thay cha làm tước hầu.